# Élni vagy égni
Az Élni vagy égni a Tankcsapda 2003-ban megjelent kilencedik stúdióalbuma. A lemez megismételte az Agyarország című album sikereit: aranylemez lett és a MAHASZ az "Év hazai rock albumának" választotta 2004-ben Egy évvel később a Fonogram díjátadón az akusztikus "Örökké tart" c. dalt, amely a Tankcsapda első rádiós slágere lett, az "Év hazai dalának" kiáltották ki.
A korábbi Tankcsapda albumokhoz képest összességében súlyosabb, metalosabb hangzású anyagot a "Szextárgy" dalhoz kiadott kislemez vezette fel.

## Az album dalai
1. Senki nem menekül – 3:43
2. Ébresztő fel – 3:24
3. Élni vagy égni – 3:06
4. Szappanopera – 3:57
5. Szextárgy – 3:26
6. Be vagyok rúgva – 3:16
7. A kísérlet száma – 3:46
8. Adjon az ég! – 4:33
9. Pogó – 2:13
10. Örökké tart – 4:33
11. Kezdet és vég – 4:09
12. A fény a fegyverem – 5:25

## Közreműködők
- Lukács László – basszusgitár, ének
- Molnár "Cseresznye" Levente – gitár
- Fejes Tamás – dobok
- Hidasi Barnabás – Hammond-orgona

## Helyezések

### Albumlisták
| Lista (2003)                            | Helyezés |
| --------------------------------------- | -------- |
| Magyarország (MAHASZ Top 40 albumlista) | 1        |

### Eladási minősítések
| Ország       | Eladási minősítés (2003) | Példányszám |
| ------------ | ------------------------ | ----------- |
| Magyarország | arany                    | 15.000+     |

| Ország       | Eladási minősítés (2013) | Példányszám |
| ------------ | ------------------------ | ----------- |
| Magyarország | platina                  | 4.000+      |